# Milieu TSI
Le triple sugar iron est un milieu utilisé pour l’identification des entérobactéries. Il permet de voir si la bactérie est capable de réduire le sulfate. (Idem que Hajna Kligler).

## Composition
| Composant                       | Qté (g/L) |
| ------------------------------- | --------- |
| Peptones de caséine             | 15        |
| Peptones de viande              | 5         |
| Extraits de viande              | 3         |
| Peptones de levure              | 3         |
| NaCl                            | 5         |
| Lactose                         | 10        |
| Saccharose                      | 10        |
| Glucose                         | 1         |
| Citrate ammoniacal de Fer (III) | 0,5       |
| Thiosulfate de sodium           | 0,5       |
| Rouge de phénol                 | 0,024     |
| Agar                            | 12        |

## Mode d’action
La dégradation de sucre est accompagnée d’une production d’acide. Celle-ci est détectée par l’indicateur de pH, le rouge de phénol, qui en milieu basique est rouge et en milieu acide est jaune orange.
Le thiosulfate est réduit en sulfures d’hydrogènes par certaines bactéries. Le H2S réagit avec un sel de Fer pour donner un précipité noir.

## Lecture
Le milieu de départ est translucide et rouge.
- rouge : pas de fermentation, la bactérie est aérobie
- Jaune : une fermentation s’est produite ; de l’acide a été produit, la bactérie est anaérobie facultative.
- Gaz formé : dû à une fermentation
- Couleur noire : H2S a été produit.